# 南部利義
南部 利義（なんぶ としとも）は、江戸時代後期の大名。陸奥国盛岡藩の第13代藩主。官位は正四位・甲斐守。諱は藩主時代には信侯、利道であり、隠居後に利義と改名した。

## 経歴
第12代藩主・南部利済の長男として誕生。傳役は安宅中務、花輪栄、戸沢済彰（駿河。三戸式部の兄）、横沢兵庫が担当した。天保6年12月1日（1836年）、11代将軍・徳川家斉にお目見えする。同年12月28日、従四位下・甲斐守に叙任される。
天保7年（1836年）の南部南方一揆、嘉永元年（1848年）6月13日、三閉伊一揆（第一次）の責任を問われた父・利済の隠居により家督を継いだ。しかし、参勤交代で江戸にいたところ、国許から家老の南部土佐が派遣され、復権を狙う父の意と圧力により嘉永2年（1849年）9月26日に藩主を退くこととなった。藩主としての期間は1年余りとなる。利義は隠居し、実弟・利剛を養子として家督を譲った。利義は世子時代に父の悪政と奢りを戒めて以降、利済と険悪で、また家中は利済派と反利済派が対立しており、利義が江戸にいる隙をついての企てであった。この当主交代に反対した反利済派の東堂一堂らは翌年には処分され、利済および家臣らによる院政・専横がしばらく行われた。利済の重臣で近習頭である田鎖高行は利義毒殺を画策するが、これは失敗する。国許では一揆首謀者に対する過酷な追及と弾圧が続けられた。
隠居後は麻布の下屋敷に居住した。
嘉永6年（1853年）6月、利済派の政策に反発して再び起こった一揆（第二次三閉伊一揆）において、領民らにより利義の復帰および帰国が要求されたが、さすがに百姓による藩主廃立は認められないため、藩は領民らの残りの要求を全て聞き入れた上で、利義の復帰の要求だけは拒否した。なお、幕府の介入により安政元年（1854年）2月23日に父の利済も同じ江戸下屋敷での蟄居を命じられている。
隠居後の利義は粗暴な行為が多く、安政2年（1855年）に老中・阿部正弘の命により下屋敷の一室に押込めとなった。同年4月14日（1855年5月29日）、下屋敷にて父の利済が死去する。
利義はその後も明治維新まで盛岡に帰国することはなかったため、幕末の盛岡藩政上は影の薄い存在となっている。明治維新後に盛岡に戻り、楽堂と号して趣味人として晩年を過ごした。
明治21年（1888年）8月21日に死去した。

## 人物
世子時代から、徳川斉昭を始めとする内外の人から評価されており、西欧文物にも関心を持っていたが、短い藩政でそれを発揮することはなかった。また、砲術を得意とし、「砲術講義」などの著作がある。

## 栄典
- 1885年（明治18年）12月21日 - 正四位[1]

## 改名歴
1. 謹保（のりやす）
2. 信侯（のぶとも）
3. 利道（としみち） - 嘉永2年（1849年）10月
4. 利義（としとも） - 嘉永6年（1853年）12月

## 系譜
- 父：南部利済（1797-1855）
- 母：烈子 - 楢山隆冀（たかくに、帯刀）妹
- 正室：豊子 - 井伊直亮の養女、南部利用の娘
- 側室：梅、田鶴 - 吉田一学の娘
- 側室：純
- 側室：富
- 養子
  - 男子：南部利剛（1827-1896） - 実弟